# Autoroute A 355
Die Autoroute A 355, auch als Grand Contournement Ouest de Strasbourg, deutsch: Große Westumfahrung von Straßburg bezeichnet, ist eine im Dezember 2021 fertiggestellte französische Autobahn, die die Städte Innenheim und Vendenheim an der Autobahn A 35 miteinander verbindet. Sie ist der Lückenschluss für die A 35 und dient als Westumfahrung von Straßburg. Der nördliche Teil ab der A 351 ist gebührenpflichtig.

## Verlauf
Die A 355 schließt am Kreuz Innenheim an die bestehende A 35 an; ab dort verläuft die A 355 zwischen den Orten Duttlenheim und Duppigheim. Die erste Anschlussstelle bei Streckenkilometer 3,0 ist Duttlenheim. Direkt danach führt die Autobahn durch das dortige Gewerbegebiet. Direkt im Anschluss führt das Viaduc de la Bruche über den Fluss La Bruche. Am Streckenkilometer 6,5 befindet sich die Anschlussstelle Kolbsheim.
Am Streckenkilometer 11 befindet sich die einzige Mautstation dieser Autobahn (Peage d’Ittenheim) und bildet eine Verbindung zur Anschlussstelle Ittenheim. Die nächsten Anschlussstellen befinden sich bei Streckenkilometer 16 (Pfulgriesheim) und Streckenkilometer 21 (Vendenheim). Danach durchquert die Autobahn das dortige Gewerbegebiet und über das Viaduc de Vendenheim zum Kreuz Hoerdt in Vendenheim und zur A 4 und zur A 35.

## Geschichte
Die Planungen für diese Strecke reichen bis in das Jahr 1990 zurück. Seit Ende 2018 war die komplette Strecke im Bau. Für den Bau wurden im Sommer 2020 die Autobahndreiecke in Duttlenheim und Vendenheim zeitweise komplett gesperrt, auch kam es im ganzen Großraum Straßburg zu erheblichen Einschränkungen. Die Eröffnung erfolgte im Dezember 2021. Nach Fertigstellung ist die Autobahn 25,0 km lang.

## Diskussion
Das Autobahnprojekt wurde mehrfach erfolglos angefochten.
Die Region Kochersberg verfügt über gute Böden, die mit der Autobahn verbaut wurden. Ebenso ist der Feldhamsterbestand im Elsass bedroht. Auch bei der französischen Kulturministerin Audrey Azoulay wurde eine Anfrage eingereicht, ob der Bau der Autobahn Schäden an dem Gelände des Schlosses Kolbsheim verursachen könnte.